# 川上町高山市
川上町高山市（かわかみちょうこうやまいち）は、岡山県高梁市の大字。井原市に跨る歴史ある町並み集落がある。

## 概要
高山市集落は岡山県と広島県に跨る吉備高原の中にあたる。標高は550m 〜 600mにあり、「上市」、「中町」、「下市」と3つの集落で構成された市街地を形成し、歴史ある町並みが残るエリアとなっている。

## 歴史
「高山市」という名は、かつて市場が開かれていた地であることを示すものである。現在の高梁市川上町高山市と井原市芳井町東三原に跨る中心集落地は、備中笠岡（現： 岡山県笠岡市）と備後東城（現： 広島県庄原市）を結ぶ東城往来のほぼ中間（笠岡から8里、東城から9里。）に位置し、中世の時代に市が開かれ、中世から大正初期までの間、この地域一帯の物資輸送の中継地として市場町を形成。また穴門山神社の門前町としても栄えた。
高山市の市場圏は「高山八八里」と呼ばれ、約8里離れた八方の地点（東城、上下、高梁、成羽、笠岡、矢掛、福山、府中）との繋がりにより、川上郡の中では成羽と並ぶ商業の二大中心地を形成していた。そのため、高山市を中心とした形で四方八方に延びる街道は、主要幹線であった東城往来も含め、総称として「高山往来」あるいは「高山市往来」とも呼ばれていた。
明治以降は、東城往来の経路変更（現： 岡山県道・広島県道9号芳井油木線）や、広島県道福山東城線の整備（現： 国道182号）といった道路網の変化により、物資輸送の中継地としての拠点性が徐々に失われ、1935年（昭和10年）に中町で発生した火災で大火に襲われ、繁栄の幕は閉じられることとなる。
現在は、山村の小さな集落地に衰退しているものの歴史ある古い町並みは現存している。

### 沿革
- 1871年（明治4年）7月：廃藩置県。
- 1871年（明治4年）11月15日：深津県に属す。
- 1872年（明治5年）6月7日：深津県が県名を小田県に改称。
- 1875年（明治8年）12月10日：小田県が岡山県と合併をし、岡山県に属す。
- 1887年（明治20年）6月1日：川上郡高山市村が郡内の高山村・大原村と合併をし、川上郡高山村が成立。
- 1889年（明治22年）6月1日：町村制施行、高山村の地名となる。
- 1935年（昭和10年）5月26日：中町で火災発生。大火となる。
- 1954年（昭和29年）4月1日：合併により川上町の地名となる。
- 2004年（平成16年）9月6日：郵便番号が714-2321から716-0221に変更される。
- 2004年（平成16年）10月1日：合併により高梁市の地名となる。

## 現在の状況

### 交通
道路
- 岡山県道・広島県道9号芳井油木線
- 岡山県道77号美星高山市線
- 中国自然歩道

旧街道
- 高山往来 （高山市往来）
  - 東城往来 （雲州街道 / 笠岡往来 などとも。）
  - 石州街道 （高山往来 / 成羽往来 などとも。）
  - 平川往来 （伯州街道 / 備後往来 などとも。）

### アクセス
最寄りIC
- 中国自動車道東城IC
- 岡山自動車道賀陽IC
- 山陽自動車道笠岡IC

最寄り駅
- JR西日本芸備線東城駅
- JR西日本伯備線備中高梁駅
- 井原鉄道井原線井原駅